# Cwn Annwn
Cwn Annwn (wym. Kun Annun, "ogary z Annwn") -- w mitologii brytańskiej były białymi, czerwonouchymi ogarami-duchami z Annwn, czyli krainy zmarłych. Były związane z Dzikim Łowem, a kierował nimi albo Arawn, albo Gwynn ap Nudd.
Na terenie Walii, kojarzono je z wędrownymi gęsiami. Według podań, ogary wyruszały na łów w określone noce, takie jak wigilie: św. Jana, św. Marcina, św. Michała Archanioła, Wszystkich Świętych, Bożego Narodzenia, Nowego Roku, Świętej Agnieszki, Świętego Dawida i Wielkiego Piątku; lub też, po prostu jesienią i zimą. Niektórzy mówili, iż Arawn poluje wyłącznie w okresie między Bożym Narodzeniem a Trzech Króli.
Arawnowi i psom towarzyszy czasem przeraźliwa wiedźma o imieniu Mallt-y-Nos, czyli "Matylda Nocy" (ang. Matilda of the Night).
Inne nazwy: Cwn Mamau ("ogary matek"), Ogary Gabriela (Anglia, ang. Gabriel Hounds), Ratchets (Anglia), Yell Hounds (Wyspa Man).